# Glischropus javanus
Glischropus javanus is een zoogdier uit de familie van de gladneuzen (Vespertilionidae). De wetenschappelijke naam van de soort werd voor het eerst geldig gepubliceerd door Chasen in 1939.

## Voorkomen
De soort komt voor in Indonesië.